# Напад на редакцију листа Шарли ебдо
Оружани напад на редакцију листа Шарли ебдо (фр. Charlie Hebdo) догодио се 7. јануара 2015. године око 11.30 часова, када су двојица маскираних наоружаних нападача упали у седиште француског сатиричног листа Шарли ебдо у Паризу и отворили ватру.
Нападачи су усмртили 12 људи, укључујући десеторо запослених и два полицајца, а ранили 11 других особа. Хамид Мурад (18), који је погрешно осумњичен и за кога је на крају утврђено да је невин, одмах се предао полицији (након 50 сати је пуштен без подизања оптужби), док је потрага за двоје осумњичених потрајала још три дана, све док након вишечасовне опсаде штампарије у којој су били нису ликвидирани и браћа Шериф и Саид Куаши.
Повод за напад на овај лист су карикатуре и шале са пророком Мухамедом које Шарли ебдо често објављује, а које су увредљиве неким муслиманима. То је прво довело до претњи исламских екстремиста редакцији овог магазина, затим бацања бомбе на уредништво листа у 20. арондисману Париза и хаковања веб-сајта 2011. године након што је карикатуриста Луз у 1011. издању листа (насловљеном Шарија ебдо) објавио карикатуру Мухамеда уз шаљиви текст, потом стављања уредништава под заштиту полиције, а на крају и овог великог терористичког напада.
Већ 11. јануара 2016. године, око 2 милиона људи — укључујући и 40 светских вођа — окупило се у Паризу на митингу националног јединства, док се 3,7 милиона људи придружило демонстрацијама широм Француске. Фраза Ја сам Шарли (фр. Je suis Charlie, IPA: ) постала је уобичајен слоган подршке како жртвама тако и слободи медија у друштву. Редакција сада много популарнијег Шарли ебдоа се опоравила и наставила да ради са још већим успехом; следеће издање часописа се продало у више од 7,95 милиона копија на шест језика, наспрам уобичајеног тиража од 60.000 на само једном језику (француском).

## Позадина
Два маскирана нападача, наоружана јуришним пушкама, сачмарицом, пиштољима, ручном бомбом и ручним бацачем за који лондонска штампа сматра да је вероватно М-80 Зоља југословенског порекла, 7. јануара 2015. године око 11.30 часова по Средњоевропском времену ушла су у зграду листа Шарли ебдо и почела да пуцају узвикујући „Алаху Акбар”. Током напада је испаљено око 50 метака.
У 10.30 часова наредног дана, двојица осумњичених су наводно примећени у департману Ен (Пикардија), североисточно од Париза. Оружане снаге безбедности, укључујући интервентне јединице Националне жандармерије, послате су у Ен ради потраге за осумњиченима. Полиција је описала нападаче као „наоружане и опасне”, а ниво претње безбедности у том региону био је подигнут на највиши ниво. Полиција је већ била идентификовала трећег осумњиченог, за којег се сматрало да је био возач браће Куаши, а он се предао непосредно након напада (у јутро 8. јануара); након испитивања у полицији које је трајало 50 сати и налажења доказа да је био Шарлвил Мезјеру (Шампања-Ардени, Ардени) — месту у којем се и предао и у којем живи — пуштен је без подизања оптужби.
Полиција је опколила штампарију у предграђу Париза, 9. јануара, у којем су се крила браћа Шериф и Саид Куаши. На почетку се мислило да они држе таоца; међутим, испоставило се да се 26-годишњи мушкарац крио од терориста и да они нису ни знали да је он ту. Око 18.00 часова, полиција је потврдила да су ликвидирали обојицу терориста у тренутку када им је пажња била скренута молитвом.

## Жртве

### Убијени
1. Фредерик Боасо (42) — радник на одржавању за Sodexo, убијен у холу док је седио за рецепцијским пултом; прва жртва напада
2. Франк Бринсоларо (49), полицајац из агенције за заштиту SDLP који је штитио Шарба[19]
3. Жан Кабу (76) — карикатуриста
4. Елза Каја (54) — психоаналитичарка и колумнисткиња;[20][21] једина убијена жена[22]
5. Стефан Шарбоније (47) — карикатуриста, колумниста и директор публикације
6. Филип Оноре (73) — карикатуриста
7. Бернар Мари (68) — економиста, уредник и колумниста[23][24]
8. Амед Мерабе (42) — полицајац, убијен метком у главу док је на земљи лежао рањен[25]
9. Мустафа Орад (60) — едиторијалиста[26]
10. Мишел Рено (69) — организатор фестивала путописаца који је био у посети Кабуу[27]
11. Бернар Верлак (57) — карикатуриста[28]
12. Жорж Воленски (80) — карикатуриста[29]

- Кабу
- Каја
- Шарб
- Оноре
- Тињу
- Воленски

### Рањени
1. Филип Лансон — новинар, упуцан у лице и остављен у критичном стању; опоравио се[30]
2. Фабрис Николино (59) — новинар, упуцан у ногу
3. Лоран Сурисо (48) — карикатурста и директор уредништва, писац; упуцан у раме[31]

- неидентификовани полицајци

## Галерија
- Полицијска возила стижу на
место злочина у Паризу
- Обама се уписује у књигу жалости
- Кундерс се уписује у књигу жалости
- Натпис Je suis Charlie, француска застава и три оловке у бојама заставе; на скупу подршке листу Шарли ебдо у Берлину
- Карикатура Ја сам Чарли нацртана у част убијених у нападу; текст: Et voilà, c'est déjà le bordel... (И да, ово је већ неред...)

- Маршеви Републике 11. јануара 2015.
- Стразбур
- Париз
- Шамбери
- Рен

- Протести у Француској
- Митинг у Бордоу са 5.000 демонстраната
(7. јануар 2015)
- Демонстранти окупљени на Тргу републике у Паризу
(7. јануар 2015)
- Одавање почасти Шарли ебдоу у Стразбуру
(7. јануар 2015)
- Одавање почасти у Тулузу
(8. јануар 2015)
- Сећање на Мерабеа
(11. јануар 2015)

- Протести широм света
- Бризбејн, Аустралија
(7. јануар 2015)
- Берлин, Немачка
(7. јануар 2015)
- Луксембург, Луксембург
(8. јануар 2015)
- Истанбул, Турска
(8. јануар 2015)
- Болоња, Италија
(9. јануар 2015)
- Чикаго, САД
(11. јануар 2015)
- Москва, Русија
(11. јануар 2015)
- Брисел, Белгија
(11. јануар 2015)